# 自由人 イ・フェヨン
『自由人 イ・フェヨン』（原題：自由人 李會榮、ハングル：자유인 이회영）は2010年、韓国KBSで放送されたテレビドラマ。日本ではKBSワールドで放送された。20世紀中期、日本の統治下におかれた朝鮮半島を取り戻すべく、抗日活動を繰り広げる革命家、イ・フェヨンの生涯を描いた作品。秘密結社を結成し武装闘争を起こすイ・フェヨンを取材する日本人記者を通して物語は進行する。主演はチョン・ドンファン、共演はアン・ジェモ。

## 出演
李會榮（り かいえい、イ・フェヨウン）：チョン・ドンファン
独立運動家。
木村ジュンペイ：アン・ジェモ
新聞記者。
チョン・ヒョンソプ：ホン・イルグォン
ワン・ジョンウィ：チョン・フンチェ
ペク・チョンギ：クォン・オジュン
ホン・ジョンファ：イ・アイ

## 外部サイト
- KBSWorld 自由人イ・フェヨン